# Vodopad
Vodopad ili slap prirodna je pojava koja se javlja na rijekama, a označava mjesto slobodnog pada vode u riječnom toku na onim mjestima gdje se javlja iznenadna promjena u elevaciji reljefa. Uzroci ovakvih iznenadnih prekida u reljefu mogu biti tektonske prirode, kada je gravitaciono po rasjedu spušten nizvodni blok, kratkotrajan proces koji se javlja prilikom potresa, ili različiti litološki sastav dvije stijenske mase, pri čemu je stijenska masa nizvodno manje otporna na riječnu eroziju, odnosno, kada se u njoj djelovanjem vode vrši brže iznošenje čestica nego što je to u uzvodnom bloku.
Neki vodopadi mogu nastati i iznenadnim geološkim procesima kao što su klizanja terena ili vulkanska aktivnost. Također postoje i umjetni vodopadi, kreirani u dekorativne svrhe skretanjem postojećih vodenih tokova ili kreiranjem novih vodenim pumpama.

## Najveći vodopadi

### Vodopadi s najvišim slapovima
- Angelovi slapovi,  979 m,  Venezuela
- Tugela Falls,  948 m,  JAR
- Tres Hermanas, Cataratas las,  914 m,  Peru
- Olo'upena Falls,  900 m,  SAD
- Yumbilla, Catarata, 896 m,  Peru
- Vinnufossen, 860 m,  Norveška
- Baläifossen, 850 m,  Norveška
- Pu'uka'oku Falls, 840 m,  SAD
- James Bruce Falls, 840 m,  Kanada
- Browne Falls, 836 m,  Novi Zeland
- Strupenfossen, 820 m,  Norveška
- Ramnefjellsfossen, 818 m,  Norveška
- Waihilau Falls, 792 m,  SAD
- Colonial Creek Falls, 788 m,  SAD
- Mongefossen, 773 m,  Norveška[1]

### Najveći vodopadi po volumenu
- Inga Falls, 42 476 m³/s,  DR Kongo
- Chutes Livingstone,  35 113 m³/s,  DR Kongo
- Boyoma Falls, 16 990 m³/s,  DR Kongo
- Salto del Guaíra, 13 309 m³/s,  Brazil
- Chutes de Khone, 11 610 m³/s,  Laos
- Celilo Falls,  5415 m³/s,  SAD
- Salto Pará, 3540 m³/s,  Venezuela
- Cachoeira de Paulo Afonso, 2832 m³/s,  Brazil
- Salto do Urubupunga, 2747 m³/s,  Brazil
- Slapovi Niagare, 2407 m³/s,  Kanada/ SAD
- Vodopadi Iguazú, 1746 m³/s,  Argentina/ Brazil
- Saltos dos Patos e Maribondo, 1501 m³/s,  Brazil
- Viktorijini vodopadi, 1088 m³/s,  Zimbabve/ Zambija
- Virginia Falls, 1000 m³/s,  Kanada
- Grand Falls, 991 m³/s,  Kanada[2]

## Galerija
- Salto Angel u Venezueli, najviši vodopad na svijetu.
- Vodopadi Niagara, na granici Sjedinjenih Država i Kanade.
- Viktorijini vodopadi između Zambije i Zimbabvea.
- Slapovi rijeke Krke, Hrvatska.

## Vanjske poveznice
- World Waterfall database (world-waterfalls.com/)